# عبد المسيح نعمان قرباشي
عبد المسيح حنا نعمان القرة باشي (1903 - 1983) (بالسريانية: ܥܒܕܡܫܝܚܐ ܢܥܡܢ ܕܩܪܗܒܫ) مؤلف وملفان وشاعر سرياني آرامي شهير، الّف الكثير من الكتب التعليمية والدينية والقصائد، ويعتبر أهم ملفان آرامي سرياني في القرن العشرين.

## حياته
ولد عام 1903 في قرية «قره باش» التابعة لقضاء آمد (ديار بكر) التركية. ولما بلغ العاشرة من عمره أرسله خاله إلى المدرسة الاكليريكية في دير الزعفران. وهناك تلقى الدروس السريانية والعربية والتركية الابتدائية. ولما أغلقت المدرسة بسبب نشوب الحرب العالمية الأولى، تابع دروس اللغة السريانية وآداب الديانة المسيحية على يد الأب يوحنا دولباني (مطران ماردين السابق).
في عام 1922 سافر إلى ديار بكر لان قريته «قره باش» مسقط رأسه خلت من الناس بسبب الاضطهادات التي حلت بالبلاد. وبعد سنة ولأسباب قاهرة سافر إلى حلب ومنها إلى بيروت حيث كان يلازم الأب «اسحق أرملة» السرياني الضليع باللغة السريانية للانتفاع بعلمه. عمل مدرسا للغة السريانية في الميتم السرياني في بيروت مدة سنتين ثم انتقل إلى المدرسة السريانية بالقدس بطلب من دائرة الهجرة الفلسطينية حيث قضى خمس عشرة سنة. وفي عام 1951 انتقل إلى مدارس القامشلي في سوريا بطلب من إدارتها فظل مداوما فيها وعاكفاً على خدمة اللغة السريانية.

## أعماله الأدبية

### مؤلفات
من الكتب التي الّفها واعدها الملفان عبد المسيح القرة باشي: 
- سلسلة كتب مدرسية تعليمية: 10 اجزاء.
- قواعد ونحو اللغة - 4 اجزاء.
- الدم المسفوك مجازر ومذابح السريان في ما بين النهرين: يتحدث فيه القتل والاضطهاد الذي وقع خلال الحرب العالمية الأولى في جنوب شرق تركيا.
- ترانيم الكنيسة.
- قصائد مختلفة وخمريات.

### ترجمات
وهي الكتب التي قام بترجمتها من العربية إلى السريانية: 
- كتاب (النبي) و (يسوع ابن الإنسان) لجبران خليل جبران.
- مقالة (الوجود) لميخائيل نعيمة.
- اسطورة جلجاميش.
- قوانين حمورابي.
- تاريخ كلدو وآثور للمطران الشهيد ادي شي
- رباعيات الشاعر الفارسي عمر الخيام (351 بيتا).
- كتاب (الاوجه) لميخائيل نعيمة.
- روائع الشاعر الهندي طاغور: غيتانجالي، قطف الثمار، البستاني.
- قصائد الحب: لشعراء عالميين مشهورين.